# セドリック・モンゴング
セドリック・モンゴング（Cédric Mongongu, 1989年6月22日 - ）は、ザイール（現コンゴ民主共和国）の首都キンシャサ出身のサッカー選手。ポジションはディフェンダー。

## 経歴
ラシン・クラブ・ド・フランス等の下部組織に在籍した後、2005年にASモナコに移籍。2007年にトップチームデビューを果たした。2009-10シーズンは副キャプテンを勤めている。

## 代表歴
コンゴ民主共和国代表として2008年3月26日のアルジェリア代表戦でデビューした。

## 所属クラブ
- 2007-2011  ASモナコ
- 2011-2015  エヴィアン・トノン・ガイヤールFC
- 2015-2016  エスキシェヒルスポル
- 2016-2017  モンペリエHSC
- 2018-2019  ポリテフニカ・ヤシ